# Spirit of the Stones
Spirit of the Stones è un videogioco a piattaforme pubblicato nel 1984 per Commodore 64 dalla filiale britannica della Commodore. È tratto dal libro Spirit of the Stones di John Howard Worsley del 1983, che contiene un racconto e gli enigmi per una caccia al tesoro realmente organizzata, entrambi ambientati sull'Isola di Wight. Una seconda edizione del libro era inclusa insieme al videogioco.

## Trama
La premessa del videogioco è data dal racconto del libro. Una notte del 1763, un gruppo di contrabbandieri sbarca sull'Isola di Wight, trasportando un sacchetto con 40 diamanti. All'improvviso vengono assaliti mortalmente da agenti del fisco corrotti, interessati al tesoro. Il giovane mozzo Mark fugge con il sacchetto, ma alla fine anche lui viene ucciso, tuttavia i diamanti non vengono ritrovati. Mark torna temporaneamente in vita sotto forma di fantasma e decide di spargere i diamanti per l'isola affinché non possano più causare del male.
Nel videogioco, tempo dopo, un avventuriero esplora l'isola alla ricerca dei diamanti che si narra siano nascosti in molti vecchi edifici infestati dagli spiriti.

## Modalità di gioco
Si inizia controllando un personaggio che si muove su una mappa dell'isola di Wight a scorrimento in tutte le direzioni. Ci sono molti ostacoli da aggirare, principalmente alberi e fiumi attraversati da ponti. Sull'isola si aggirano tre tipi di mostri o fantasmi che inseguono il protagonista e se lo raggiungono riducono la sua energia vitale, detta "Psi". Con il pulsante di fuoco è possibile mettere in pausa il gioco e visualizzare una mappa a grande scala dell'intera isola, con la propria posizione attuale. Si devono raggiungere 21 edifici storici di vario tipo, come castelli, mulini e fari, ispirati a luoghi reali di Wight. 
Ogni volta che si entra in un edificio il gioco diventa a piattaforme e a schermo fisso, sul genere di Jet Set Willy. La forma dell'interno dipende dal tipo di edificio; tutti i luoghi dello stesso tipo hanno la stessa struttura di piattaforme. Qui il personaggio, mostrato un po' più grande, può camminare in orizzontale, arrampicarsi su scalette, e saltare con ampiezza fissa. Il punto di ingresso e di uscita dall'edificio è sempre in basso a sinistra. Gli edifici sono infestati da fantasmi, oggetti animati e altri nemici, che si muovono secondo schemi ripetitivi. Il contatto con nemici o altri pericoli o la caduta da altezza eccessiva fanno perdere un po' di Psi e ritornare all'ingresso dell'edificio. Dentro ogni edificio si trovano uno o più dei 40 diamanti e l'obiettivo del gioco è raccoglierli tutti. Ogni diamante raccolto ricarica lo Psi, rivela una lettera di un indovinello, e in alcuni casi mostra il significato di una runa, fornendo indizi per il libro.
L'accompagnamento musicale, costantemente presente, è tratto da Una notte sul Monte Calvo, mentre non ci sono altri effetti sonori.

## Libro
Il libro Spirit of the Stones, pubblicato autonomamente nel tardo 1983 (ISBN 9780946903009) e solo nel tardo 1984 venduto in abbinamento al videogioco, venne scritto e illustrato da John Howard Worsley, un abitante di Wight, ed esiste soltanto in inglese. Il libro, oltre a un racconto piratesco e soprannaturale, contiene enigmi basati su finte rune e indovinelli che danno gli indizi per trovare, nel mondo reale, 40 talismani con un vero diamante incastonato chiamati Wight Eye, e un talismano più grande di maggior valore. I talismani vennero nascosti separatamente su tutta l'isola di Wight a ottobre 1983, all'aperto, e non erano sepolti, ma perlopiù inseriti dentro finte pietre.
Per chi li avesse trovati c'erano anche premi in denaro: ogni talismano dava diritto a una quota di un fondo bancario, dove veniva depositata mezza sterlina per ogni copia del libro venduta. Il concorso si sarebbe concluso alla fine del 1993 o al raggiungimento di 1.000.000£, cifra molto improbabile.
Il libro con caccia al tesoro era chiaramente ispirato a Masquerade di Kit Williams del 1979, che fu un successo nel Regno Unito e lanciò questo genere. Lo stesso Worsley era convinto di aver trovato la soluzione di Masquerade, ma quando scoprì che si era sbagliato decise di creare il proprio equivalente.
Il videogioco di Spirit of the Stones fornisce alcuni ulteriori indizi che potevano aiutare a risolvere l'enigma delle rune del libro. I luoghi in cui si trovano i diamanti nel gioco non hanno invece alcun legame con i nascondigli dei veri talismani. Con il videogioco venne introdotta anche la possibilità di rivendicare i premi in denaro senza trovare fisicamente i talismani, ma soltanto risolvendo gli enigmi del libro e comunicando per posta, tramite apposito modello incluso, la corretta posizione del talismano.
Quattro talismani vennero trovati prima ancora che uscisse il videogioco. Metà di tutti i talismani, tra cui quello più grande con diamante da 1,25 carati, vennero trovati fisicamente o rivendicati da due fratelli che si impegnarono per 5 anni. Nel 1993 uscì un altro libro di Worsley, Joseph's Magic Albatross, che fornì ulteriori indizi e permise il ritrovamento di altri quattro talismani. Dopo che nel 1994 si concluse il concorso a premi in denaro, furono divulgate le soluzioni e le posizioni dei talismani, che avevano ancora il loro valore come oggetti, ma col tempo era divenuto comunque molto difficile ritrovarli. Nel 2007 Worsley sosteneva che ancora 19 talismani non erano stati ritrovati, nemmeno da lui stesso che li aveva nascosti.